# Бородатая куропатка
Борода́тая куропа́тка, или дау́рская куропа́тка (лат. Perdix dauurica) — вид птиц семейства фазановых.

## Распространение
Северная граница гнездового ареала проходит в области 55-й параллели по Енисею, в бассейне нижнего течения р. Баргузин и по южной части Витимского плоскогорья. Гнездится в районе Минусинска, в бассейне нижнего Абакана, в предгорьях Алтая, заходит в долины рек хребтов Тянь-Шаня, особенно многочисленна вблизи озера Иссык-Куль. На крайнем юго-западе ареала найдена в западных предгорьях Туркестанского хребта и в ближайших к ним частях долины реки Зеравшан.
Чаще всего живет в холмистых разнотравных степях и в степных долинах рек с низким травостоем и кустарниками; гнездится также в сухих каменистых широких падях предгорий и нижнего пояса безлесных хребтов с полынью и редкими кустиками караганы и можжевельника. Предпочитает открытые пространства с травянистой растительностью, которой она может кормиться, и островки кустарниковых зарослей или лесных колков, в которых удобно укрываться в случаях опасности; желательна также близость водоема.
У бородатой куропатки выделяют 2 подвида — сибирская бородатая куропатка (Perdix d. daurica) и маньчжурская бородатая куропатка (Perdix d. suschkini). Численность маньчжурского подвида находится на крайне низком уровне. Подвид занесён в Красную книгу России.
Распространен от хребта Большой Хинган к востоку до долины реки Уссури и Приханкайской низменности.

## Образ жизни
Бородатая куропатка проводит жизнь на поверхности земли. На ветви деревьев и кустарников не садится. Бегает быстро и легко. Взлетает с характерным шумом крыльев, часто с отрывистым криком, летит прямо, не петляя и энергично работая крыльями, но чаще на небольшие расстояния и невысоко над землей; приземляясь, планирует.
Во время гнездования бородатые куропатки держатся парами, в остальные сезоны семьями и стайками. Зимой встречаются стаями в 150—200 особей.

## Питание
Пищу составляют семена (пырея, чия, разных сорняков, овса, ячменя и др.), ягоды и плоды диких и культурных растений (облепихи, черемухи, барбариса, шиповника); летом к этому обычному рациону прибавляются насекомые (главным образом саранчовые), жуки и муравьи. Корм склёвывается с земли, с травы, с нижних ветвей кустарников, добывается из подстилки и из верхних слоев рыхлой почвы, которые птицы раскапывают лапками. В зимнее время куропатки энергично разбрасывают по сторонам неглубокий, неслежавшийся снег, доставая из-под него зеленые части растений и другие корма.

## Размножение
Гнездо строит самка на поверхности земли. Обычно это ямка, скрытая под ветвями кустика или под пучком высокой травы; ямка небрежно выстлана сухими стеблями, по краям иногда лежат слабо свитые между собой веточки кустарника. В кладке бывает 13 — 20 яиц. Скорлупа их почти без блеска, однотонной бледно-бурой (кофе с молоком) окраски. Уходя кормиться, самка иногда слегка прикрывает яйца сухими стебельками. Самец не принимает участия в насиживании, но обычно находится в этот период вблизи гнезда. Птенцов водят оба родителя. Половая зрелость наступает на 2 году жизни.

## Природоохранный статус
Маньчжурский подвид бородатой куропатки (Perdix dauurica suschkini Poliakov, 1915) на территории России находится на грани исчезновения и занесён в Красную книгу России.